# Eddie Edwards
Michael Edwards, známý jako Eddie Edwards či The Eagle (orel) (* 5. prosince 1963, Cheltenham, Anglie) je bývalý britský skokan na lyžích.
Pracoval jako štukatér, amatérsky provozoval alpské lyžování. Když nebyl zařazen do britského sjezdařského týmu na Zimní olympijské hry 1984, rozhodl se přesedlat na skoky na lyžích, sport v jeho zemi prakticky neznámý. Zvolil individuální přípravu, přesídlil do Lake Placid a připravoval se na tamním můstku. Poprvé reprezentoval Velkou Británii na Turné čtyř můstků 1986/87, zúčastnil se také mistrovství světa v klasickém lyžování v roce 1987, kde vytvořil svůj osobní (a tehdy i národní) rekord 73,5 metru. Skončil však s velkým odstupem na posledním místě. Startoval také na olympiádě 1988 v Calgary, kde skončil na středním můstku na 58. místě a na velkém můstku na 55. místě (v obou případech byl opět poslední).
Budil pozornost svým nesportovním vzhledem – nosil silné brýle a měl nadváhu, vážil 82 kg při výšce 173 cm, což bylo nejméně o 10 kg více než běžná skokanská váha. Pro své evidentní nadšení a houževnatost se ovšem stal miláčkem olympijského publika, předseda organizačního výboru se dokonce zmínil o létajícím orlovi v projevu na závěrečném ceremoniálu. 
V roce 1990 Mezinárodní lyžařská federace a Mezinárodní olympijský výbor zpřísnily pravidla pro účast ve skokanských závodech, takže se Edwardsovi již nepodařilo kvalifikovat na velkou mezinárodní soutěž. Svoji popularitu pak zúročil v reklamním a hudebním průmyslu (nazpíval ve finštině píseň Mun nimeni on Eetu, i když tento jazyk neovládal), jako celebrita showbusinessu účinkoval v televizní soutěži Splash!. 
Roku 2016 o něm byl natočen hvězdně obsazený film Orel Eddie, kde ho ztvárnil Taron Egerton.